# حكيم يحياوي
حكيم يحياوي- هو رياضي بارالمبي من الجزائر يلعب بشكل رئيس في منافسات رمي القرص من الفئة F13. ويلعب أيضًا في رمي الجلة من ذات الفئة، ويلعب أيضًا كلتا اللعبتين في فئة F12

شارك يحياوي في ثلاث دورات بارالمبية متتالية. حيث شارك في منافسات دفع الجلة ورمي القرص في أعوام 1996م في أتالانتا بالولايات المتحدة الأمريكية، و 2000م في مدينة سيدني بأستراليا و 2004م في أثينا باليونان، واستطاع يحياوي من خلالها الحصول على الميدالية الفضية في رمي القرص عام 2004 في أثينا ، اليونان، 
ولم تقتصر مشاركات يحياوي على هذه الدورات البارالمبية ، حيث شارك في بطولة العالم لألعاب القوي لذوي الإعاقة مرتين: المرة الأولي في آسن بهولندا عام 2006م واستطاع من خلالها الحصول على ميدالية فضية، والمرة الثانية كانت في فرنسا عام 2002م، واستطاع من خلالها الحصول علي ميدالية برونزية.

## المشاركات والمبداليات
يمثل الجدول التالي عدد المشاركات الرياضية الخاصة باللاعب حكيم يحياوي
| م | اسم الفاعلية                           | التاريخ | البلد المضبف                        | الرياضة                                   | الميداليات |
| - | -------------------------------------- | ------- | ----------------------------------- | ----------------------------------------- | ---------- |
| 1 | دورة الالعاب البارالمبية               | 1996    | أتلانتا- الولايات المتحدة الأمريكية | رمي القرص رجال F12 رمي الجلة رجال F12     | 0          |
| 2 | دورة الالعاب البارالمبية               | 2000    | سيدني- أستراليا                     | رمي القرص للرجال F13 رمي الجلة للرجال F13 | 0          |
| 3 | بطولة العالم لألعاب القوى لذوي الإعاقة | 2002    | فرنسا                               | رمي القرص للرجال F13 رمي الجلة للرجال F13 | برونزية    |
| 4 | دورة الألعاب البارالمبية               | 2004    | أثينا- اليونان                      | رمي القرص للرجال F13 رمي الجلة للرجال F13 | فضية       |
| 5 | بطولة العالم لألعاب القوى لذوي الإعاقة | 2006    | آسن - هولندا                        | رمي القرص للرجال F13 رمي الجلة للرجال F13 | فضية       |

## روابط خارجية
- حكيم يحياوي في اللجنة البارالمبية الدولية